# 14360 Ipatov
A 14360 Ipatov (ideiglenes jelöléssel 1988 CV4) a Naprendszer kisbolygóövében található aszteroida. Eric Walter Elst fedezte fel 1988. február 13-án.

## Kapcsolódó szócikk
- Kisbolygók listája (14001–14500)